# Ahmad
Ahmad Ali Lewis, bedre kendt som Ahmad er en rapper fra USA. Han havde et hit med nummeret "Back In The Day (Remix)".

## Diskografi
- Ahmad (1994)